# Francique luxembourgeois de Lorraine
Cette page contient des caractères spéciaux ou non latins. S’ils s’affichent mal (▯, ?, etc.), consultez la page d’aide Unicode.

L'aire linguistique du luxembourgeois en Moselle (bleu foncé).

Le francique luxembourgeois de Lorraine, communément appelé platt luxembourgeois, est la variété dialectale du luxembourgeois qui est géographiquement située en Lorraine et plus précisément dans le Nord-Ouest de la Moselle. Jusqu'au XIXe siècle, le luxembourgeois dialectal était également parlé dans le Nord de l'actuelle Meurthe-et-Moselle.
Le francique luxembourgeois de Lorraine représente l'une des trois formes du francique lorrain, les deux autres étant le mosellan et le rhénan.
Concernant le luxembourgeois standard, il est enseigné dans des écoles de la Moselle depuis les années 1990 et dans des écoles de Meurthe-et-Moselle depuis les années 2010.

## Appellation
Au XIXe siècle, ce sont les termes « patois allemand », et « allemand » qui sont utilisés pour désigner les dialectes franciques qui sont parlés dans l'arrondissement de Thionville. De plus, en 1863, Théodore de La Fontaine utilise deux fois l'appellation « dialecte allemand luxembourgeois » dans des explications étymologiques concernant deux localités du Luxembourg français, en l'occurrence Helpert (une ferme isolée) et Logne.
En 1939, Emile Guelen mentionne le francique luxembourgeois de Lorraine sous le nom allemand de Westmosellothringisch.
D'un point de vue général, le luxembourgeois dialectal est désigné par les appellations germaniques : lëtzebuerger Platt,,, lëtzeburger Platt,,, plattdeitsch, plattdäitsch etc. En Moselle, il y a au moins la première (lëtzebuerger Platt) qui est utilisée dans ce département,, en même temps qu'une autre appellation mi-germanique et mi-française qui est platt luxembourgeois,,.
La dénomination lëtzebuerger Platt signifie « patois luxembourgeois », de même que plat Vlaams veut dire « patois flamand ».
Le mot platt se traduit en français par « patois » et aussi par « dialecte ». Daniel Laumesfeld ajoute que : « le platt est par définition, pour ceux qui le parlent, du patois. Mais pas n'importe lequel : tout le monde est bien conscient de son caractère germanique ». Le « luxembourgeois non-standard » est en effet un « patois », mais plus précisément un « patois francique ». La revue Hemechtsland a Sprooch utilise le mot fränkesch pour dire « francique », par exemple dans Fränkeschland (pays francique) ; un mot qui correspond à fränkisch en allemand standard.
Il est dit aussi par rapport aux localités : Woolkrénger platt (dialecte de Volkrange), Opécher platt (dialecte d'Apach), Metzerwiser platt (dialecte de Metzervisse), etc. Ou encore, par rapport à la région : Lotrénger platt (dialecte de Lorraine / dialecte lorrain).

## Situation géographique

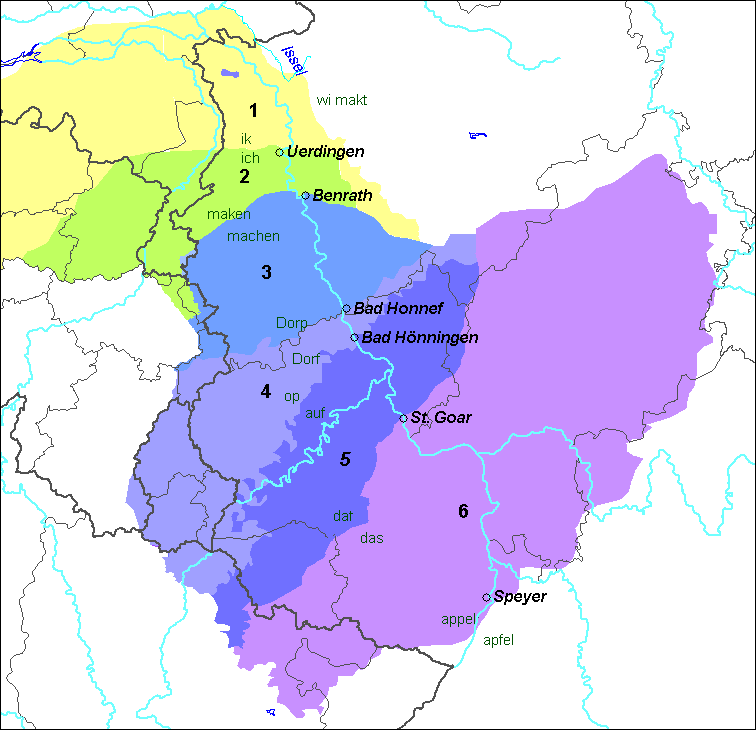
Le luxembourgeois de Lorraine représente une partie de l'aire linguistique du luxembourgeois (no 4).

Située au Nord-Ouest du département de la Moselle, l'aire linguistique du luxembourgeois est délimitée à l'Est par l'isoglosse op/of. Cette isoglosse, qui sépare le francique luxembourgeois du francique mosellan, est située à l'Est des localités suivantes : Hestroff, Edling, Hobling, Chémery-les-Deux, Neudorff, Bibiche, Rodlach, Waldweistroff, Flastroff, Zeurange, Bourg-Esch, Cottendorff et Otzwiller. Elle est également située à l'Ouest des lieux suivants : Bockange, Piblange, Anzeling, Freistroff, Beckerholz, Colmen et Schwerdorff. Concernant le village de Schwerdorff, qui est du côté du francique mosellan, il est quasiment enclavé : puisque Flastroff et Zeurange à l'Ouest, Cottendorff au Nord et Otzwiller à l'Est sont du côté du luxembourgeois, tout du moins par rapport à l'isoglosse op/of.
L'aire linguistique luxembourgeoise est également délimitée à l'Ouest et au Sud par le lorrain roman (quasiment éteint au début du XXIe siècle). En 1500, la frontière linguistique qui sépare le luxembourgeois du lorrain roman est située à l'Ouest de : Godbrange, Hussigny, Tiercelet, Bréhain-la-Ville, Crusnes, Aumetz, Boulange, Fontoy, Lommerange, Fameck, Vitry-sur-Orne, Amnéville, Hagondange et Talange. Ainsi qu'au Sud de : Talange, Bousse, Montrequienne, Hessange et Saint-Hubert. Plusieurs éléments ont contribué à son recul, notamment la guerre de Trente Ans, suivie d'un repeuplement par des colons étrangers à la région ; ainsi que les épidémies de choléra du XIXe siècle entre Metz et Thionville. La politique linguistique française après 1944, notamment dans l'enseignement, a également contribué au recul du « platt luxembourgeois » dans tout le territoire où il est traditionnellement parlé.
En 1983, l'aire linguistique du luxembourgeois s'étend encore jusqu'aux localités suivantes : Rédange, Russange, Volmerange-les-Mines, Nondkeil, Rochonvillers, Angevillers, Beuvange-sous-Saint-Michel, Volkrange, Veymerange, Saint-Pierre, Beauregard, Daspich, Ébange, Illange, Bertrange, Imeldange, Reinange, Schell, Vinsberg, Metzeresche, Hombourg, Ébersviller et Hestroff.

## Histoire
En Lorraine, le platt luxembourgeois était une langue vernaculaire dans le Nord de la Meurthe-et-Moselle et plus précisément dans une partie du district de Longwy en 1790, ainsi qu'à partir de Mont-Saint-Martin jusqu'à Villerupt dans les années 1860. Certains lieux-dits de ce territoire ont plus ou moins conservé une dénomination germanique. Cette langue était également vernaculaire dans le Nord-Ouest du département de la Moselle, autour de Thionville, Cattenom et Sierck-les-Bains, sachant que celle-ci connait un lent déclin depuis 1945.
Une grande partie de l'aire linguistique du luxembourgeois qui est située en France représente l'ancienne prévôté luxembourgeoise de Thionville. Celle-ci est cédée au royaume de France en 1659 dans le cadre du traité des Pyrénées qui fait suite à la prise de Thionville par le duc d'Enghien et ses troupes en 1643. La prévôté lorraine de Sierck, également située dans l'aire du luxembourgeois, est rattachée à la France par le traité de Vincennes en 1661.
Entre 1661 et 1789, le particularisme linguistique du bailliage de Thionville n'était pas ouvertement combattu, mais les actes officiels de la vie civile étaient dorénavant rédigés en français.
Vers 1828, M. Teissier remarquait que l'idiome parlé dans les villages environnant Thionville était, selon lui, inintelligible avec « la langue de Wieland et de Goethe », c'est-à-dire l'allemand standard. Quelques décennies plus tard, M. Bouteiller fit une remarque similaire concernant ce « patois allemand » usité dans l'arrondissement de Thionville, en particulier à propos de celui parlé dans les cantons limitrophes du Grand-Duché, en expliquant que ces différences caractéristiques se rapportent à une langue particulière, à cause de mots qui ne se trouvent pas dans l'allemand et de la prononciation de quelques voyelles et de quelques consonnes.
Les personnalités représentatives de cette zone linguistique en France, depuis les années 1970, ont été notamment Daniel Laumesfeld (musicien, écrivain), Jo Nousse (musicien, poète, enseignant) et Albert Piernet (ancien enseignant), ce dernier étant le fondateur de l'association francique Hemechtsland a Sprooch en 1975 (une des premières en France), qui publiait une revue sous le même nom. En 1979, Jean-Marie Becker fonda une association concurrente dénommée Wei laang nach ? (Jusqu’à quand ?).
Dans les années 1980, à propos des Nord-Mosellans d'origine étrangère, Hemechtsland a Sprooch donne pour exemple un émigré polonais rencontré à Russange « qui parlait le francique à la perfection », ainsi qu'un Nord-Africain marié à une femme du Heckepéi (dans les environs d'Oudrenne) qui avait « un francique irréprochable ».
Au XXe siècle, dans les communes luxembourgeoises qui sont limitrophes de la Moselle, les Luxembourgeois surnommaient les Mosellans luxembourgophones d'Koken, un terme à rapprocher de d'Goken qui signifie « les niais ». De l'autre côté de la frontière franco-luxembourgeoise, les Mosellans luxembourgophones surnommaient les Luxembourgeois d'Kéiskäpp, qui signifie « les têtes de fromage » au sens littéral et « les gens bêtes » au sens figuré.

### Quelques chiffres
En 1824, M. Teissier indique que les habitants de l'arrondissement de Thionville « ne parlent qu'allemand » dans les quatre cinquièmes des communes. D'après le recensement INSEE de 1962, les cantons de Cattenom et de Sierck avaient chacun entre 60 et 80 % de locuteurs du francique luxembourgeois.
En 1982, une enquête réalisée par le sociolinguiste Daniel Laumesfeld sur 1 084 habitants du pays de Sierck, révèle que 48,2 % de la population a pour langue maternelle ou langue seconde le francique luxembourgeois. En se basant sur une autre enquête qu'il a faite en 1984, M. Laumesfeld estime qu'il y aurait entre 42 500 et 51 500 locuteurs du luxembourgeois dans la « zone luxembourgeophone » de la Moselle.
En 1990, le Bureau européen pour les langues moins répandues estime que la France devait compter 40 000 luxembourgeophones ; sachant que ce dernier mot s'écrit également « luxembourgophone(s) ».

## Enseignement

### En Meurthe-et-Moselle
Au début des années 2010, le luxembourgeois est réintroduit sous sa forme standard dans l'arrondissement de Briey via la voie scolaire, dans quelques écoles. Durant cette décennie, la langue luxembourgeoise est aussi enseignée via d'autres structures, comme la mairie du Val de Briey qui s'est transformée en école de luxembourgeois à raison d'un jour par semaine pendant 2 h.
Tout cela sachant que 19 200 Meurthe-et-Mosellans travaillaient au Luxembourg en 2010, chiffre qui est passé à 22 730 en 2016.

### En Moselle
Une enquête diligentée en 1995 par l'Inspection académique de la Moselle révéla que 424 familles (représentant 491 élèves) de la commune de Sierck et ses environs demandaient l'enseignement du francique luxembourgeois pour leurs enfants. Une autre enquête de 2004, faite par la même inspection académique et concentrée sur quelques communes choisies, a recueilli les demandes de 60 % des parents d'élèves en faveur de l'enseignement de cette langue. Un dispositif minimal d'une heure et demie par semaine d'enseignement du luxembourgeois, via l'option « langue et culture régionales », a été mis en place dans quelques communes seulement, là où les demandes étaient les plus fortes.
À partir de la rentrée scolaire 1996-1997, l'enseignement de la langue fut effectif à Rustroff, Berg-sur-Moselle, Ritzing, Launstroff, puis au collège de Sierck. En septembre 2004, devant le refus de l’Inspection académique de répondre aux demandes parentales, la commune de Roussy-le-Village mit en place des cours de luxembourgeois. Pour l'année scolaire 2005-2006, l’enseignement du luxembourgeois fut dispensé dans 11 écoles des communes de : Montenach, Manderen, Kirsch-lès-Sierck, Rustroff, Merschweiller, Ritzing, Launstroff, Gavisse, Kœnigsmacker et Sierck. Enfin, pour l'année scolaire 2013-2014, il fut également enseigné à Rettel, Basse-Rentgen et Thionville.
Concernant les enseignants, Joseph Nousse est le premier fonctionnaire de l'Éducation nationale à avoir enseigné le luxembourgeois à plein temps,.
| Communes          | GS | CP | CE1 | CLIS ou IME | CE2 | CM1 | CM2 | 6e | 5e | 4e | 3e | 2de | 1re | Term. | Total Commune |
| ----------------- | -- | -- | --- | ----------- | --- | --- | --- | -- | -- | -- | -- | --- | --- | ----- | ------------- |
| Sierck            | 28 | 18 | 18  | 5           | 22  | 24  | 17  | 72 | 62 | 28 | 31 |     |     |       | 325           |
| Manderen          | 11 |    |     |             |     |     |     |    |    |    |    |     |     |       | 11            |
| Merschweiller     |    | 15 | 6   |             |     |     |     |    |    |    |    |     |     |       | 21            |
| Launstroff        |    |    |     |             |     | 15  | 15  |    |    |    |    |     |     |       | 30            |
| Ritzing           |    |    | 10  |             | 13  |     |     |    |    |    |    |     |     |       | 23            |
| Rustroff          | 12 |    |     |             |     |     |     |    |    |    |    |     |     |       | 12            |
| Montenach         |    | 20 | 11  |             | 10  |     |     |    |    |    |    |     |     |       | 41            |
| Kirsch-lès-Sierck |    |    |     |             |     | 10  | 13  |    |    |    |    |     |     |       | 23            |
| Rettel            | 13 | 11 | 9   | 1           | 8   | 12  | 9   |    |    |    |    |     |     |       | 63            |
| Basse-Rentgen     | 12 |    |     |             |     |     |     |    |    |    |    |     |     |       | 12            |
| Thionville        |    |    |     |             |     |     |     |    |    |    |    | 32  | 24  | 17    | 73            |
| Total niveau      | 76 | 64 | 54  | 6           | 53  | 61  | 54  | 72 | 62 | 28 | 31 | 32  | 24  | 17    | Total : 634   |

## Spécificités
Le luxembourgeois traditionnel de Lorraine est différent du luxembourgeois standardisé, celui-ci peut même varier d'un village à un autre, sachant qu'il existe quelques localités qui forment à elles seules une zone dialectale à part entière, par exemple Russange et Volmerange-les-Mines : « le francique parlé à Russange ne se rattache à celui d'aucun village voisin. Comme le francique de Volmerange, il constitue en lui-même un ensemble dialectal bien à part ». De ce fait, au début du XXe siècle les habitants de Russange se sont efforcés de parler comme dans les villages environnants et notamment comme à Esch-sur-Alzette, pour que l'on ne se moque pas de leur dialecte russangeois qui est très diphtongué et qui inclut beaucoup d'archaïsmes. Le parler francique de Russange s'est donc modifié au cours du XXe siècle et par ailleurs plusieurs mots du dialecte d'Esch-sur-Alzette existent aussi dans le dialecte de Rédange.
Comparé à cela, il y a des zones dialectales beaucoup plus grandes, comme celle du « Sud-Est thionvillois », qui se compose d'une vingtaine de localités et qui a la forme d'un rectangle dont les coins sont Basse-Ham au Nord-Ouest, Veckring au Nord-Est, Guénange au Sud-Ouest et Hombourg au Sud-Est. Cependant, malgré la profonde unité linguistique de ce rectangle, certaines « différences sensibles » existent entre les localités. Par exemple, la diphtongue [ei] du luxembourgeois standard correspond la plupart du temps à un [e] long à Yutz, à un [i] long à Elzange, quant à Metzervisse c'est un [e] long pour certains mots, un [i] long pour d'autres et [ei] pour quelques autres.
Autre exemple de différence sensible concernant la zone linguistique de « l'Ouest thionvillois » : à Volkrange, Metzange et Beuvange-sous-Saint-Michel, les [a] brefs sont souvent prononcés /å/, c'est-à-dire presque comme un [o] ouvert ; dans le pays de Thionville cette particularité phonétique n'existe que dans ces trois lieux. Ailleurs, la prononciation d'un [a] bref peut toutefois varier selon les locuteurs au sein d'un même village.
En outre, il n'y a que trois villages de la région thionvilloise dans lesquels il existe le son dialectal /y/ et pas plus de six dans lesquels il existe le son dialectal /ø/. Sachant que ces deux sons s'écrivent respectivement avec les lettres [ü] et [ö] qui proviennent de l'alphabet allemand (de) et que le luxembourgeois standard utilise parfois.
La finale -eren de la langue standard correspond à -ern dans certains dialectes locaux, exemples : réiern au lieu de réieren (remuer), mompern au lieu de momperen (tuteurs) et fuern au lieu de fueren (conduire).
Quand en luxembourgeois standard il y a des [ch] situés avant des [t] dans les mots, il semble assez fréquent que ces mêmes [ch] précédant des [t] n'existent pas dans les communes de la Moselle qui sont situées dans l'aire linguistique du luxembourgeois. C'est entre autres le cas pour : Cattenom, où l'on dit Kniet au lieu de Kniecht (valet) ; Apach, où l'on dit Nuet au lieu de Nuecht (nuit) ; Hettange-Grande, où l'on dit Liit au lieu de Liicht (lumière) ; Kœnigsmacker, où l'on dit Kneet et pas Kniecht. Il y a aussi des dialectes comme celui de Rodemack où cette absence de [ch] avant [t] n'est pas systématique mais sporadique.
Enfin, comme ailleurs en Moselle germanophone, les communes qui sont proches de la frontière linguistique ont dans leur dialecte des mots empruntés au français ou au lorrain roman qui sont plus ou moins germanisés, des mots tels que : lappîn (lapin), papijon (papillon), disett (betterave), châmpignân (champignon), et cetera.
Il faut aussi signaler le dialecte de Basse-Yutz, qui se compose de plusieurs emprunts à l'allemand standard, car beaucoup d'Allemands ont habité cette commune à l'époque de l'Alsace-Lorraine (1871-1918). Il y a par ailleurs dans le dialecte de Haute-Yutz un certain nombre d'emprunts à l'allemand standard qui n'existent pas dans d'autres villages. Quoi qu'il en soit, entre Basse-Yutz, Haute-Yutz et Macquenom, c'est à Basse-Yutz où il y a eu le plus d'emprunts à la langue allemande pendant la période de la Lorraine annexée.

### Accent tonique
En luxembourgeois standard, l'accent tonique est souvent situé sur la première syllabe d'un mot ; en platt luxembourgeois de Lorraine c'est la même chose (comme le démontre le tableau ci-dessous). En l'occurrence ce n'est donc pas une spécificité différente mais commune.
| toponyme     | emplacement de l'accent tonique   |
| ------------ | --------------------------------- |
| Munnowen     | sur le [u], qui est bref          |
| Lemmeschtrëf | sur le premier [e], qui est bref  |
| Opéch        | sur le [o], qui est long et fermé |
| Engléngen    | sur le premier [e]                |
| Kaunfen      | sur la diphtongue [au]            |
| Metzerwis    | sur le [i], qui est long          |
| Uderen       | sur le [u], qui est long          |
| Réisséng     | sur la diphtongue [éi]            |

### Vocabulaire
Dans l'aire linguistique du luxembourgeois située en Moselle, il existe 4 mots différents pour dire « papillon », ainsi que 44 variantes de ces 4 mots, ce qui fait donc au total 48 façons différentes de dire « papillon ». Ceci temoigne du niveau de diversité de vocabulaire qui peut exister.
| dialecte d'Apach     | dialecte de Guentrange | dialecte de Haute-Yutz | dialecte d'Inglange | dialecte de Rodemack | dialecte d'Oudrenne | français |
| -------------------- | ---------------------- | ---------------------- | ------------------- | -------------------- | ------------------- | -------- |
| seejhones            | omess                  | ooblens                | omensel             | seejomes             | seechomëssel        | fourmi   |
| erpel                | eerpel                 | eerbet                 | beer                | knëppelbir           | bier                | fraise   |
| moort                | maart                  | for                    | maart               | moaart               | maart               | marché   |
| päipel               | pipoul                 | päipampel              | paipolter           | päipolfer            | paipolter           | papillon |
| stëlper et mauerwolf | moulbot                | maulwuurf              | mauerwolf           | mëulbech             | mauerwolf           | taupe    |

#### Les chiffres
| dialecte de Manom | dialecte de Metzervisse | français |
| ----------------- | ----------------------- | -------- |
| eet               | een                     | un       |
| zwee              | zwee                    | deux     |
| dräi              | drei                    | trois    |
| véier             | vir                     | quatre   |
| fënnef            | fënnef                  | cinq     |
| sechs             | sechs                   | six      |
| siwen             | siwen                   | sept     |
| iet               | eet                     | huit     |
| néng              | néng                    | neuf     |
| zeen              | zeen                    | dix      |

Aussi, à Russange, on ne dit pas néng et zeen mais ning /niŋ/ et zing /tsiŋ/.

### Lettre [n] en finale
Dans huit localités situées entre l'Ouest et le Sud de Thionville, à l'exception de quelques mots brefs, les [n] situés à la fin des mots disparaissent, cela quelle que soit leur position dans la phrase. De ce fait, l'infinitif des verbes se termine par -e au lieu de -en, les pluriels sont en -e au lieu de -en, le diminutif -chen devient -che et concernant l'article défini den, il se réduit à de sauf si le nom suivant commence par une voyelle (car dans ce cas la liaison est faite). La spécificité concernant den est aussi une règle de la langue luxembourgeoise au Grand-Duché, si la lettre du mot suivant est soit a, d, e, h, i, n, o, t, u, ou encore z. Exemple : den Harespel qui veut dire en français « la guêpe ».
Ailleurs, la lettre finale [n] est inexistante dans les participes passés, c'est entre autres le cas à : Oudrenne (dans tous), Cattenom (dans certains), Apach (dans tous), Volmerange-les-Mines (dans quelques-uns), Kœnigsmacker (dans tous), Inglange (dans tous), Haute-Yutz (dans certains), etc. En outre, s'il y a un [e] avant le [n] en luxembourgeois standard, celui-ci disparait également et donc par exemple gefrien devient gefri (courtisé), gedroen devient gedro (porté), etc.

### Lettre [r] et finale -er
La prononciation de la lettre [r] dépend des mots et aussi des localités, elle est par exemple : parfois vocalisée à Hettange-Grande après une voyelle longue, presque toujours prononcée dans la gorge à Rodemack, toujours prononcée dans la gorge à Sœtrich (comme le [r] français), elle est roulée à Metrich et, à Metzervisse, elle se vocalise en finale et parfois après une voyelle longue.
Il existe des cas plus complexes concernant cette lettre, comme dans le dialecte d'Inglange où d'une part le [r] est prononcé dans la gorge après une voyelle brève et après une consonne et d'autre part le [r] est vocalisé après une voyelle longue et en finale. À Oudrenne, le [r] est vocalisé en finale et aussi quand il est situé entre une voyelle et une consonne. De plus, le [r] est roulé si c'est la première lettre d'un mot ou s'il est situé après une consonne.
Dans quelques localités, dont Manom et Cattenom, la finale -er se prononce /ɛʁ/ (comme le français « aire »). De ce fait, il y a entre autres le mot « frère » qui s'écrit bruddär au lieu de brudder, et le mot « hiver » s'écrivant wantär au lieu de wanter,. Ailleurs, la finale -er est prononcée /əʁ/ ; par exemple le mot brouder (frère) se prononce /bʁoudəʁ/ à Rodemack, le mot gleser (verres) est prononcé /ɡlēzəʁ/ à Haute-Yutz, le mot fanger (doigt) se prononce /fåŋəʁ/ à Volkrange, etc. Enfin, comme déjà dit plus haut, dans certaines localités le [r] est vocalisé quand c'est la dernière lettre d'un mot, c'est-à-dire qu'il est prononcé /ɐ/. Par conséquent, brouder (frère) se prononce /broudɐ/ à Oudrenne, gäbber (menton) est prononcé /ɡɛbɐ/ à Kœnigsmacker, liwwer (chansons) se prononce /livɐ/ à Metzervisse, etc.

### Diphtongues et monophtongues
Dans la région de Thionville, plus on va vers le Nord et plus il y a de diphtongues ; à l'inverse, plus on va vers le Sud et moins il y en a. Par exemple, le dialecte de Rodemack (au Nord) se compose de dix diphtongues alors que celui de Yutz (au Sud) n'en a que deux, sachant que le luxembourgeois standard se compose de huit diphtongues. En outre, sur la rive droite de la Moselle, plus on s'éloigne de cette rivière en allant vers l'Est et moins il y a de diphtongues.
À partir de Gavisse, le Nord de la région thionvilloise est une « zone de diphtongaison intense » ; mais dans le Sud de cette région, il y a une tendance très nette à la monophtongaison, c'est-à-dire une réduction des diphtongues en une voyelle longue et parfois même en une voyelle brève.
Il y a des diphtongues qui existent en Moselle mais pas en luxembourgeois standard : comme les diphtongues [ëu] (transcrite par /ę'u/), [äe] (transcrite par /ēə/) et [oa] (transcrite par /ǫā/), existantes à Rodemack mais pas en luxembourgeois standardisé ; sachant qu'en partant de Rodemack, la diphtongue [oa] est présente jusqu'à Angevillers et que [ëu] existe dans 9 autres localités, au minimum. Les diphtongues [öü] (transcrite /øy/) et [ëü] (transcrite /ę'y/) de Volmerange-les-Mines, n'existent pas non plus en luxembourgeois standard ; tout comme la diphtongue [ua] (transcrite par /uā/) de Russange, ou encore la diphtongue [oe] (transcrite par /ǭə/) existante à Œutrange, etc.
À l'inverse, il y a des diphtongues du luxembourgeois standard qui n'existent pas dans certaines localités de la Moselle : par exemple à Volkrange, Beuvange, Metzange, Manom, Guentrange, Veymerange, Œutrange et Angevillers, la diphtongue [au] du luxembourgeois standardisé correspond à un [o] bref dans ces 8 localités et la diphtongue [ai] correspond à un [ë] bref dans ces mêmes lieux. En outre, dans les dialectes de Breistroff-la-Grande et de Basse-Rentgen, il existe la voyelle longue [ö] qui correspond à la diphtongue [äu] du luxembourgeois standard. Tout cela ne représente que quelques exemples parmi tant d'autres, puisque rien que dans la zone linguistique du Sud-Est thionvillois, il n'y a que deux diphtongues principales : [ai] et [au]. Elles sont principales car concrètement, si on prend pour exemple le dialecte de Metzervisse, celui-ci a principalement deux diphtongues : [ai] et [au], ainsi que les diphtongues [éi] et [ou] qui concernent uniquement un petit nombre de mots.
Pour mentionner également le cas de figure où une monophtongue du luxembourgeois standard correspond à une autre monophtongue en Moselle, la voyelle [o] de la langue standard se transforme en [u] à Rédange, Russange, Nondkeil et Rochonvillers. Concrétement, schong devient schung (chaussure) et hong devient hung (poule), entre autres.
|             | dialecte d'Elange | dialecte de Guentrange | dialecte d'Œutrange | dialecte de Volkrange | dialecte de La Briquerie | dialecte de Saint-François | français    |
| ----------- | ----------------- | ---------------------- | ------------------- | --------------------- | ------------------------ | -------------------------- | ----------- |
| [au] et [o] | hott              | hott                   | hott                | hott                  | haut                     | haut                       | aujourd'hui |
| [ei] et [ë] | d'Lëtt            | d'Lëtt                 | d'Lëtt              | d'Lëtt                | d'Leit                   | d'Leit                     | les gens    |
| [ue] et [o] | en Hues           | en Hos                 | en Hues             | en Hues               | en Hos                   | en Hos                     | un lièvre   |
| [ie] et [e] | en Iesel          | en Esel                | en Iesel            | en Iesel              | en Esel                  | en Esel                    | un âne      |

|                   | dialecte d'Entrange | dialecte de Kanfen | dialecte de Volmerange-les-Mines | dialecte de Zoufftgen | français |
| ----------------- | ------------------- | ------------------ | -------------------------------- | --------------------- | -------- |
| [au] et [a]       | kand                | kaund              | kaund                            | kaund                 | enfant   |
| [ou], [öü] et [ö] | hous                | hous               | höüs                             | höös                  | maison   |
| [ou] et [o]       | hond                | hound              | hound                            | hound                 | chien    |
| [oa] et [o]       | boam                | bom                | bom                              | boam                  | arbre    |

| dialecte de Thionville | dialecte de Lemestroff | dialecte de Breistroff-la-Petite | dialecte de Roussy-le-Village | dialecte de Basse-Ham | dialecte de Malling | français |
| ---------------------- | ---------------------- | -------------------------------- | ----------------------------- | --------------------- | ------------------- | -------- |
| Fuss                   | Fouss                  | Fuss                             | Fouss                         | Fuss                  | Fouss               | pied     |
| Ku                     | Kou                    | Ku                               | Kou                           | Ku                    | Kou                 | vache    |
| n.c.                   | Hout                   | Hutt                             | n.c.                          | Hutt                  | Hout                | chapeau  |

### Pronoms personnels
La forme du pronom de la première personne du singulier (je), semble être toujours ech ; mais pour les autres pronoms, leur forme varie selon les localités :
- la forme du pronom de la deuxième personne du singulier (tu), peut être : dau[23], dou[44], dëu[22], dü[42] /dy/, du[50] /du/, etc.
- la troisième personne du singulier (il), est hee ou heen selon la première lettre du mot qui suit[50],[20],[22].
- la forme du pronom de la première personne du pluriel (nous), peut être : mer[22], mär[51], mir[20], etc.
- la forme du pronom de la deuxième personne du pluriel (vous), peut être : der[22], där[51], dir[20], etc.
- la forme du pronom de la troisième personne du pluriel (ils/elles), peut être : séi[20], säi[44], se[22], si[42], etc.

### Pronoms possessifs
Il serait peut-être très long de mentionner toutes les variantes existantes de pronoms possessifs, mais il faut au moins un exemple, ci-dessous :
| masculin | feminin | neutre | pluriel |
| -------- | ------- | ------ | ------- |
| mäin     | méng    | mäi    | méng    |
| däin     | déng    | däi    | déng    |
| säi      | séng    | säi    | séng    |
| hire     | hir     | hiirt  | hir     |
| ësen     | ës      | ëscht  | ës      |
| äre      | är      | äärt   | är      |
| hire     | hir     | hiirt  | hir     |

### Verbes
Les verbes conjugués à la deuxième personne du singulier se terminent par la finale -scht, quel que soit le temps de conjugaison. Comparé au luxembourgeois standard, cela donne par exemple au temps présent : bascht au lieu de bass (être), hoscht au lieu de hues (avoir), gëscht au lieu de gëss (donner), ëscht au lieu de ëss (manger), etc. Au prétérit, cela donne des formes verbales telles que : gongscht au lieu de goungs (aller), guffscht au lieu de goufs (donner) et haatscht au lieu de has (avoir).
| dialecte d'Apach | dialecte de Kanfen | dialecte d'Oudrenne | dialecte de Volmerange-les-Mines |
| ---------------- | ------------------ | ------------------- | -------------------------------- |
| ech sën          | ech séin           | ech sin             | ech sën                          |
| dëu bëscht       | du bascht          | dau bascht          | dü bascht                        |
| heen as          | heen as            | heen as             | heen as                          |
| mer sën          | mär séin           | mir sin             | mir sën                          |
| der séid         | där sid            | dir séid            | dir sid                          |
| se sën           | si séin            | séi sin             | si sën                           |

| dialecte d'Apach | dialecte de Guentrange | dialecte de Kanfen | dialecte d'Oudrenne | dialecte de Volmerange-les-Mines |
| ---------------- | ---------------------- | ------------------ | ------------------- | -------------------------------- |
| ech hun          | ech hu                 | ech houn           | ech hun             | ech houn                         |
| dëu hoscht       | dou hooscht            | du huescht         | dau hoscht          | dü hööscht                       |
| heen hott        | heen hot               | heen huet          | heen hott           | heen höt                         |
| mer hun          | mär hu                 | mär houn           | mir hun             | mir houn                         |
| der hott         | där hut                | där huet           | dir hott            | dir höt                          |
| se hun           | säi hu                 | si houn            | séi hun             | si houn                          |

| dialecte de Guentrange | dialecte de Guentrange | dialecte de Guentrange | dialecte de Hettange-Grande | dialecte de Hettange-Grande | dialecte de Hettange-Grande |
| au présent             | au prétérit            | au conditionnel        | au présent                  | au prétérit                 | au conditionnel             |
| ---------------------- | ---------------------- | ---------------------- | --------------------------- | --------------------------- | --------------------------- |
| ech leie               | ech lag                | ech leeg               | ech läien                   | ech lug                     | ech leg                     |
| dou leitscht           | dou laagscht           | dou leegscht           | du läischt                  | du luugscht                 | du leegscht                 |
| hee leit               | hee lag                | hee leeg               | hee läit                    | hee lug                     | hee leg                     |
| mär leie               | mär lage               | mär lege               | mär läien                   | mär lugen                   | mär legen                   |
| där leit               | där laagt              | där leegt              | där läit                    | där luugt                   | där leegt                   |
| säi leie               | säi lage               | säi lege               | se läien                    | se lugen                    | se legen                    |

## Noms et prénoms
En Moselle germanophone, jusqu'au XXe siècle, l'identité officielle des personnes était surtout administrative,. Dans la région de Thionville, chaque famille portait un nom non officiel appelé Beinumm, qui était un surnom à l'origine parfois obscure et chaque personne portait un prénom non officiel qui était une traduction francique de son prénom français. Quelquefois ce n'était pas une traduction du prénom officiel qui était porté, mais un autre prénom qui n'avait pas de rapport avec l'officiel ; par exemple une Célestine (prénom officiel) était mieux connue dans son village sous le prénom Kätt, qui est une forme courte de Kätrin (Catherine en français). Quoi qu'il en soit, dans leurs communes respectives, les habitants étaient surtout connus par leur identité officieuse composée d'un Beinumm et d'un prénom francique,.
Par ailleurs, le Beinumm est employé sans suffixe quand il est employé sans le prénom de la personne, ce suffixe pouvant être : -s, -en ou -ssen. En outre, les maisons avaient aussi un surnom francique et celui-ci devenait parfois le Beinumm des familles qui les habitaient. Dans les années 1980, certaines personnes n'aimaient pas être appelées par leur Beinumm ou ne voulaient pas que celui-ci soit connu à grande échelle. À la fin du XXe siècle, la tradition du Beinumm avait quasiment disparue dans certaines localités où il ne restait plus que quelques familles qui en portaient un. C'est entre autres le cas pour Guentrange, pour Hettange-Grande et pour Metzervisse.
Dans la liste non-exhaustive ci-après, tous ces prénoms ont été portés officieusement au XXe siècle par des personnes habitant dans l'aire linguistique du luxembourgeois de la Moselle. Certains sont des diminutifs de prénoms, les autres sont des prénoms proprement dits ; à titre indicatif le suffixe -chen est un diminutif. Les prénoms incluant la diphtongue [éi] sont spécifiques à l'aire linguistique du luxembourgeois ; d'autres ne sont pas exclusivement franciques, par exemple Peter qui existe aussi en alémanique (entre autres).
- Adam : Uedem[60]
- Alexandre : Alexander[61]
- Anne : Änni[57], Anna[56]
- Auguste : Auguscht[62], Ogüst[61]
- Baptiste : Battis[62]
- Bernard : Bernt[60]
- Catherine : Kätt[62], Kätti[62], Kätter[63], Kätriinchen[63]
- Cécile : Tsessil[64], Zässil[56]
- Célestin : Lësting[58]
- Charles : Charel[61], Scharel[59], Scharli[57], Schali[55]
- Christine : Kristin[61]
- Claire : Klara[63]
- Dominique : Dëmmi[57], Dominik[58]
- Elise : Elis[61], Lisa[61], Lis[57]
- François : Fraassi[62], Fränzchen[62], Fräänz[65], Fränsi[61], Franz[61], Frauns[64], Fraunz[56]
- Frédéric : Fritz[61]
- Germaine : Jhermän[57]
- Guillaume : Willi[63]
- Henri : Hari[63]
- Hubert : Himber[62]
- Jacques : Jhak[62], Jhäk[57], Jhääk[57], Jhaki[62]
- Jean : Jhang[62], Jhängi[62], Jhangeli[55], Jhängchen[61], Jhängelchen[61], Häns[57], Hanni[55]
- Jean-Pierre : Jhemp[60], Jhempi[62], Jhamper[65], Jhânpier[62], Jhempes[60]
- Jeanne : Jheni[62], Jhänni[56]
- Jules : Schüll[66]
- Julie : Jhüli[61]
- Léonie : Lonni[57]
- Louis : Lui[62]
- Louise : Luis[62]
- Madeleine : Madleen[60], Madlän[66], Léinchen[61]
- Marguerite : Mägrit[61], Margréit[60], Gréit[58], Gredi[62], Gréidi[63], Gréitchen[61]
- Marianne : Märiann[57]
- Marie : Märri[62], Mari[58], Maji[64], Mai[56], Märrichen[57]
- Martin : Märten[61], Määrten[56]
- Mathias : Mätt[64], Mätti[61], Mätz[60], Mates[61]
- Michel : Méchel[62], Misch[64], Mischi[66]
- Nicolas : Nikola[61], Nikla[62], Néckla[54], Kola[54], Kolli[56], Néckelchen[62], Néckel[65], Nick[65], Nicki[64], Kléis[61], Klos[61], Klosi[66], Klees[62], Kleeschen[64]
- Paul : Pol[64], Polchen[63]
- Pierre : Peter[62], Péiti[62], Péiter[61], Pir[61], Pitt[57], Pitsch[56], Piär[60], Pierchen[62], Péitchen[57], Piärchen[57]
- Rose : Rosa[63]
- Séraphine : Finnchen[63]
- Susanne : Séiss[64], Suss[58], Süsann[64]
- Victorine : Viktorin[61], Wiktorin[58]
- Virginie : Wirsch[56], Virjhini[62]
- Yvette : Iwwi[63]